# Clyde (Name)
Clyde ist sowohl ein Vor- als auch ein Familienname keltisch-gällischen Ursprungs.

## Namensträger

### Vorname
- Clyde Abraham (1883–1955), US-amerikanischer Brigadegeneral der US Army
- Clyde Alexander (1892–1963), US-amerikanischer Brigadegeneral der US Army
- Clyde N. Baker (1930–2022), US-amerikanischer Bauingenieur (Geotechnik)
- Clyde Barrow (1909–1934), US-amerikanischer Verbrecher, siehe Bonnie und Clyde
- Clyde Bernhardt (1905–1986), US-amerikanischer Jazz-Posaunist und Bandleader
- Clyde Best (* 1951), bermudischer Fußballspieler
- Clyde Blair (1881–1953), US-amerikanischer Sprinter
- Clyde Bruckman (1894–1955), US-amerikanischer Autor und Regisseur
- Clyde Cameron (1913–2008), australischer Politiker
- Clyde Cessna (1879–1954), US-amerikanischer Flugzeugkonstrukteur, Pilot und Gründer der Cessna Aircraft Corporation
- Clyde R. Chapman (1889–1978), US-amerikanischer Anwalt und Politiker
- Clyde Coffman (1911–2001), US-amerikanischer Zehnkämpfer
- Clyde Lee Conrad (1947–1998), US-amerikanischer Sergeant First Class der United States Army und Spion für den Ostblock
- Clyde Cook (1891–1984), australischer Schauspieler, Komiker, Filmregisseur und Autor
- Clyde L. Cowan (1919–1974), US-amerikanischer Physiker
- Clyde De Vinna (1890–1953), US-amerikanischer Kameramann
- Clyde Doyle (1887–1963), US-amerikanischer Politiker
- Clyde Drexler (* 1962), US-amerikanischer Basketballspieler
- Clyde D. Eddleman (1902–1992), US-amerikanischer General der US Army
- Clyde Edwards-Helaire (* 1999), US-amerikanischer American-Football-Spieler
- Clyde T. Ellis (1908–1980), US-amerikanischer Politiker
- Clyde Emrich (1931–2021), US-amerikanischer Gewichtheber
- Clyde L. Garrett (1885–1959), US-amerikanischer Politiker
- Clyde Geronimi (1901–1989), italienisch-US-amerikanischer Zeichner und Zeichentrickfilm-Regisseur
- Clyde Hart (1910–1945), US-amerikanischer Jazzmusiker
- Clyde Harvey (* 1948), trinidadischer Geistlicher und römisch-katholischer Bischof
- Clyde Alexander Heatly (1897–2001), US-amerikanischer HNO-Arzt
- Clyde Hefer (* 1961), australischer Ruderer
- Clyde L. Herring (1879–1945), US-amerikanischer Politiker
- Clyde R. Hoey (1877–1954), US-amerikanischer Politiker
- Clyde C. Holloway (1943–2016), US-amerikanischer Politiker
- Clyde Hurley (1916–1963), US-amerikanischer Jazztrompeter
- Clyde Allen Hutchison (1913–2005), US-amerikanischer Physikochemiker
- Clyde Kerr (1943–2010), US-amerikanischer Jazztrompeter
- Clyde Samuel Kilby (1902–1986), US-amerikanischer Anglist
- Clyde King (1898–1982), US-amerikanischer Ruderer und späterer Militär
- Clyde Kluckhohn (1905–1960), US-amerikanischer Ethnologe und Soziologe
- Clyde Kull (* 1959), estnischer Diplomat, Botschafter der Republik Estland
- Clyde Kusatsu (* 1948), US-amerikanischer Schauspieler japanischer Abstammung
- Clyde Lombardi (1922–1978), US-amerikanischer Jazz-Bassist
- Clyde Lovellette (1929–2016), US-amerikanischer Basketballspieler
- Clyde Lucas, US-amerikanischer Sänger, Posaunist und Bandleader
- Clyde McCoy (1903–1990), US-amerikanischer Trompeter und Big Bandleader
- Clyde McPhatter (1932–1972), US-amerikanischer Rhythm-and-Blues-Tenor
- Clyde L. Miller (1910–1988), US-amerikanischer Politiker
- Clyde Mitcham (* 1994), Fußballspieler von St. Kitts und Nevis
- Clyde M. Narramore (1916–2015), US-amerikanischer Psychologe
- Clyde Newcomb (1910–nach 1947), US-amerikanischer Jazzmusiker
- Clyde Otis (1924–2008), US-amerikanischer Songwriter und Musikproduzent
- Clyde O’Connell (* 1998), irischer Fußballspieler
- Clyde Prestowitz (* 1941), US-amerikanischer Berater, Autor und Publizist
- Clyde Purnell (1877–1934), englischer Fußballspieler
- Clyde M. Reed (1871–1949), US-amerikanischer Politiker
- Clyde Rimple (* 1937), trinidadischer Radsportler
- Clyde Scott (1924–2018), US-amerikanischer Hürdenläufer und American-Football-Spieler
- Clyde Sefton (* 1951), australischer Radrennfahrer
- Clyde Smith (1876–1940), US-amerikanischer Politiker
- Clyde Snow (1928–2014), US-amerikanischer forensischer Anthropologe
- Clyde Stubblefield (1943–2017), US-amerikanischer Schlagzeuger
- Clyde Swendsen (1895–1979), US-amerikanischer Wasserspringer, Wasserballspieler und Trainer
- Clyde Howard Tavenner (1882–1942), US-amerikanischer Politiker
- Clyde Tingley (1882–1960), US-amerikanischer Politiker
- Clyde Tolson (1900–1975), Associate Director des FBI
- Clyde Tombaugh (1906–1997), US-amerikanischer Astronom
- Clyde Douglas Turner (1919–1998), US-amerikanischer American-Football-Spieler, siehe Bulldog Turner
- Clyde Vaughan (* 1962), US-amerikanisch-englischer Basketballspieler
- Clyde Walcott (1926–2006), westindischer Cricketspieler
- Clyde E. Wiegand (1915–1996), US-amerikanischer experimenteller Teilchenphysiker
- Clyde Williams (1873–1954), US-amerikanischer Politiker

### Familienname
- Andrew Clyde (* 1963), US-amerikanischer Politiker
- Andy Clyde (1892–1967), schottischer Schauspieler
- Constance Clyde (1872–1951), neuseeländisch-australische Journalistin, Autorin und Frauenrechtlerin
- Florian Clyde (* 1983), deutscher Synchronsprecher, Schauspieler, Sänger und Model
- George Dewey Clyde (1898–1972), US-amerikanischer Politiker
- James Clyde, Baron Clyde (1932–2009), schottischer Richter und Politiker
- James Clyde (Schauspieler) (* 1961), britischer Schauspieler
- James Avon Clyde, Lord Clyde (1863–1944), schottischer Politiker und Jurist
- James Latham Clyde, Lord Clyde (1898–1975), schottischer Richter und Politiker
- K.C. Clyde (* 1980), US-amerikanischer Schauspieler und Produzent
- Mark Clyde (* 1982), nordirischer Fußballspieler